# Блоцгейм, Глуц фон
Урс Ноэль Глуц фон Блоцгейм (р. 18 декабря 1932 в Золотурне) — швейцарский зоолог, известный в первую очередь как орнитолог. Почётный профессор Бернского университета. Почётный доктор во Фрибурском университете. Почётный член Британского орнитологического союза, а также аналогичного американского союза.

## Работы
- «Handbuch der Vögel Mitteleuropas», ставшая классической книга о птицах Европы. Немецкий язык, один из двух составителей
- «Die Brutvögel der Schweiz»

## Награды
- Медаль Конрада Лоренца[4]